# Březovské vodovody
Březovské vodovody (nebo Březovské přivaděče) jsou soustava dvou vodovodních přivaděčů, které z prameniště u Březové nad Svitavou zásobují pitnou vodou Brno. První březovský vodovod byl postaven v letech 1911–1913, vede kolem řeky Svitavy a je funkční dosud, kapacitnější Druhý březovský vodovod byl vybudován v letech 1972–1975. Ten se u Letovic odpojuje od svého staršího sourozence a směrem k Brnu je trasován Boskovickou brázdou. Provozovatelem Březovských vodovodů je firma Brněnské vodárny a kanalizace, majitelem je město Brno.
V roce 2012 potřebovalo Brno a blízké obce dodat 29,3 milionů m³ vody, přičemž 67,5 % z tohoto objemu zajistil zdroj II. březovského vodovodu, 27,0 % zdroj I. březovského vodovodu a 5,4 % pocházelo z Vírského oblastního vodovodu.

## I. březovský vodovod

### Historie

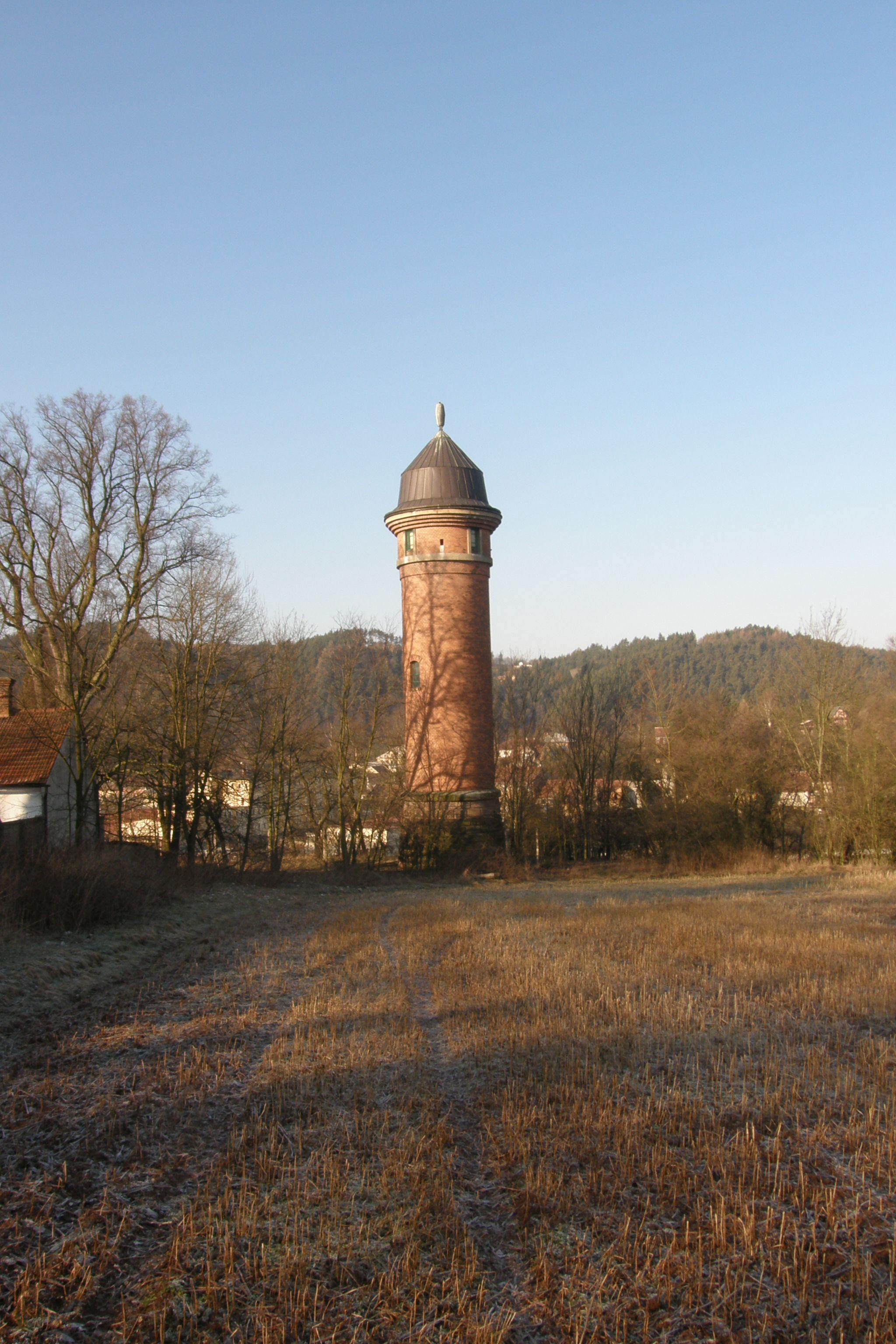
Věž I. březovského vodovodu v Letovicích

Ve druhé polovině 19. století nebylo zásobování Brna vodou z řeky Svratky vyhovující zejména s ohledem na kvalitu vody, proto město hledalo vhodnou náhradu. Již v 80. letech 19. století se objevily první návrhy o využití zdrojové oblasti u Březové nad Svitavou, což brněnská městská rada schválila v roce 1898. Projekt se zaměřil na Banínské prameny, které vyvěrají na pravém břehu Svitavy poblíž Muzlova. Výsledky hygienické kontroly byly dobré, zdejší zdroj bylo možné využívat pro pitnou vodu. Nejprve bylo stavebním podnikem Karla von Schwarze za částku 70 000 korun realizováno v letech 1904–1906 pokusné jímací zařízení (štola o délce 300 m s jímacími studnami). Následně, od září 1906 do března 1908, probíhalo zkušební čerpání 250 l/s, přičemž získaná voda byla odváděna do Svitavy. Objem 250 litrů za sekundu vycházel z plánované budoucí potřeby Brna, který by měl podle tehdejších propočtů a plánovaného růstu města dostatečně postačovat na delší období. Projekt přivaděče byl dokončen v roce 1907, schválen a po dořešení sporů s okolními obcemi bylo s jeho budováním započato na začátku roku 1911; rozpočet činil 13 milionů korun (další náklady vytvořilo nucené přeložení řečiště Svitavy ve zdrojové oblasti), které zaplatilo město Brno. Dodavateli litinových trub byly tyto firmy: Vítkovická hornická a hutnická společnost, Pražská železářská průmyslová společnost z Králova Dvora, Důlní a železářská společnost z Węgierske Górky a Strojírenská akciová společnost Breitfeld, Daněk & Co. z Blanska. Poslední trubka byla do země uložena v říjnu 1912. Vodoprávní povolení k čerpání 250 l/s bylo vydáno v květnu 1913, kolaudace stavby proběhla v září a vodovod „Die Kaiser Franz Joseph I.-Trinkwasserleitung“, pojmenovaný podle císaře Františka Josefa I., který na něj také přispěl, byl slavnostně zprovozněn 4. října 1913. Po vzniku Československa začal být v roce 1918 používán název „březovský“ nebo „brněnský vodovod“.
V roce 1929 bylo vydáno povolení k odběru 300 l/s, k reálnému navýšení čerpání došlo až v roce 1940; tato hodnota je platná doposud. Vodovod byl postupně modernizován, mj. byl v roce 1933 elektrifikován. Od roku 1940 neprobíhá manipulace se šoupaty, neboť kapacita přivaděče je využívána naplno. V roce 1975 byl v rámci stavby II. vodovodu původní vodovod napojen do nového společného řídicího vodojemu v Březové. Tímto krokem se však snížil výškový rozdíl, takže gravitační kapacita přivaděče byla snížena na současnou hodnotu 264 l/s. Podle zkoušek z roku 1999 bylo při výstavbě použito velmi kvalitní litinové potrubí, takže další kontrola jeho stavu bude potřeba až za 50 let.

### Popis

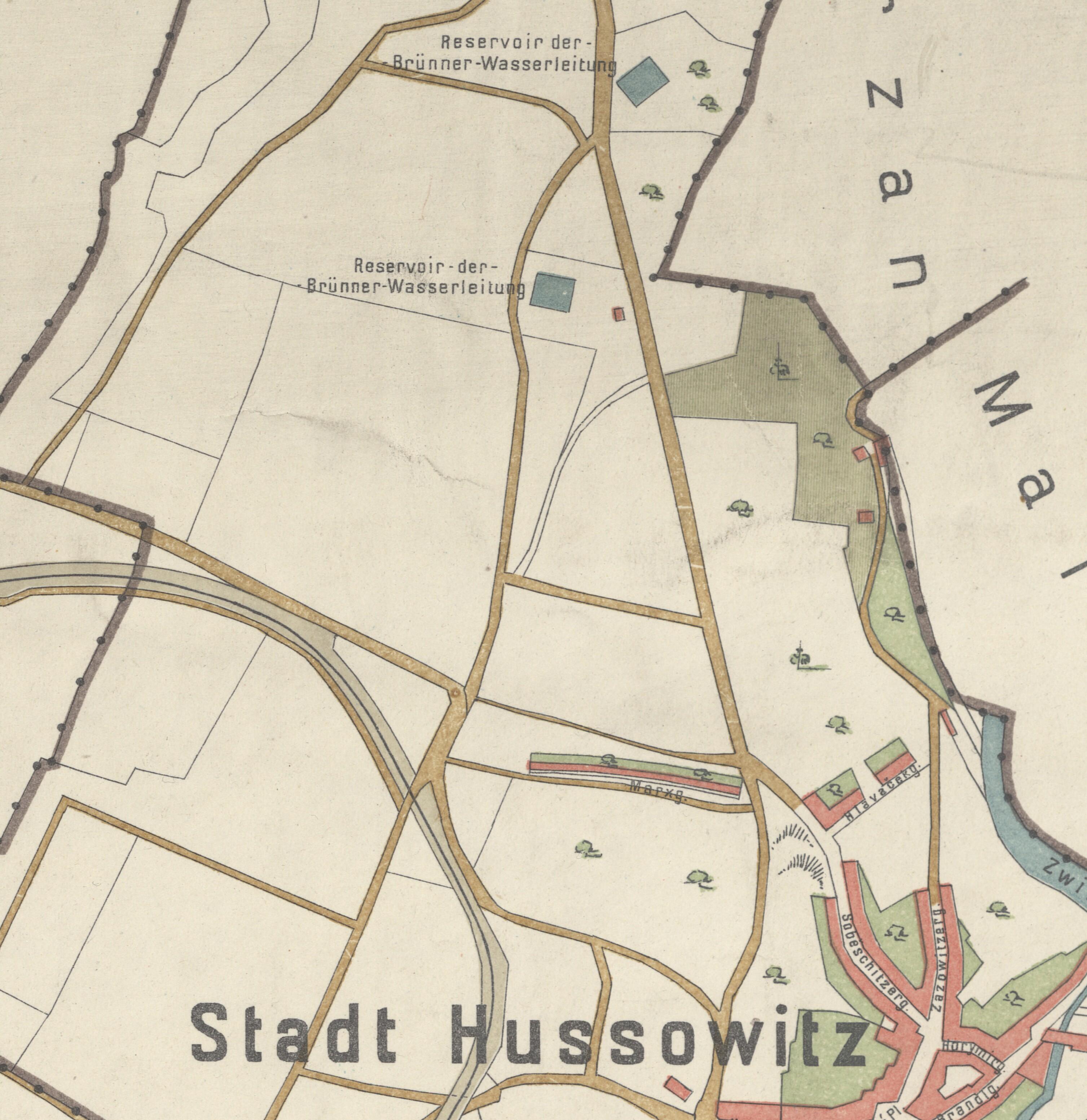
Koncové vodojemy I. březovského vodovodu Holé hory zakreslené na plánu Brna z roku 1914

Puklinové podzemní vody křídových vrstev jsou získávány pomocí 14 vrtaných studní o hloubkách 17–21 m, z nichž 13 je umístěno ve 300 m dlouhé štole s cihelnou obezdívkou, čtrnáctá je v samostatném objektu. Voda je sváděna násoskovým řadem a je vedena do vodojemu v Březové (objem 5 000 m³), kde se mísí s vodou získanou ve studních II. březovského vodovodu. Tento rezervoár byl zprovozněn v roce 1975, v letech 1913–1975 byla čerpaná voda vedena přivaděčem přímo do Brna.
Trasa I. březovského vodovodu je vedena z Březové podél Svitavy až do Bílovic nad Svitavou, kde se od řeky odklání a prudkým stoupáním míří do vodojemu v Brně-Lesné na Holých horách (objem 14 669 m³). Výškový rozdíl hladiny podzemních vod v Březové a vodojemu v Brně je 89 m, nejnižší místo přivaděče (220 m n. m.) se nachází v Bílovicích. Celková délka vodovodu činí 57,496 km, tvořen je litinovými trubkami uloženými v průměrné hloubce 2 m pod povrchem. Na trase byly pro přivaděč vyraženy mezi Blanskem a Bílovicemi tři štoly o délkách 74 m (severně od Nového hradu), 305 m (pod Novým hradem) a 614 m (pod Ronovem), realizováno bylo také šest odlehčovacích trub, z nichž pro tu v Letovicích byla postavena věž o výšce 20 m. Součástí vodovodu také je 17 sekčních šoupat, 100 vzdušníků a v Bílovicích se nacházejících 53 kalosvodů. Z přivaděče je možné odebírat vodu v Letovicích a v Adamově.

## II. březovský vodovod

### Historie
Úvahy o vybudování kapacitnějšího vodovodu do Brna se objevily již ve 20. letech 20. století. Tehdy také proběhly průzkumy oblasti mezi Letovicemi a Opatovem, další, tentokrát již přímo v Březové, se konaly v 50. a 60. letech. Do roku 1962 zde bylo realizováno 28 studní, následně bylo provedeno také sedm jímacích vrtů. Podle výpočtů by čerpání těchto vod snížilo průtok na dolní Svitavě, takže jako zásobní ochrana pro dobu minimálních průtoků byla v 70. letech vybudována na svitavském přítoku Křetínce vodní nádrž Letovice. Výstavba II. březovského vodovodu byla slavnostně zahájena v červenci 1971, skutečné práce začaly v dubnu 1972 a 2. července 1975 byl nový přivaděč zprovozněn, plný provoz byl zahájen v červnu 1976. Ještě v roce 1976 došlo k dokončení objektů sedmi hlubokých jímacích vrtů, byly také provedeny práce proti znečištění prameniště, včetně 2,7 km dlouhého nového koryta Svitavy. Doporučená hodnota objemu čerpání vod činí 780 l/s. V roce 1997 byla trasa vodovodu napojena na vodojem v Čebíně, kde dochází k míchání vod z Březové a z Vírského oblastního vodovodu, přičemž část vody se poté vrací zpět do trasy II. březovského přivaděče.

### Popis
Voda pro II. březovský vodovod je získávána z 28 vrtaných studní o hloubce 12–18 m a ze sedm jímacích vrtů o hloubce 80–130 m, které se nachází v údolní nivě Svitavy v okolí bývalého Muzlova. Čerpaná voda je svedena do sběrného řadu a do společného vodojemu v Březové (zprovozněn 1975). Trasa II. přivaděče je zpočátku vedena společně s trasou I. vodovodu, obě trasy se dělí u vesnice Sasina. Nový březovský vodovod odtud pokračuje Boskovickou brázdou, mezi Lysicemi a Černou Horou. Rozvodí u Malé Lhoty podchází v 2795 m dlouhé ražené štole a dále vede přes Malhostovice, Kuřim a Brno-Ivanovice do vodojemu na Palackého vrchu (objem 2×17 500 m³).
Výškový rozdíl hladin vodojemů v Březové a v Brně činí 66,5 m, maximální průtok přivaděčem 1140 l/s. Celková délka vodovodu tvořeného ocelovými trubkami je 55,357 km. Jeho součástí je také 12 sekčních klapek, 66 kalosvodů, 64 automatických vzdušníků a aktivní katodová ochrana.
Propojení do vodojemu Čebín (objem 8500 m³) umožňuje maximální průtok 938 l/s, při vysoké vydatnosti je přítok do Čebína uzavřen a voda je vedena mimo vodojem přes čerpací stanici přímo do Brna.